# El Misteri Acabat

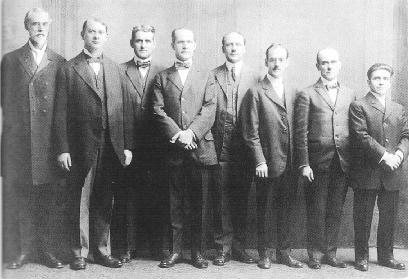
Consell-Directiu de la societat Watch Tower de l'any 1918

El Misteri acabat o en anglès The Finished Mystery fou un llibre escrit per Clayton J. Woodworth i George H. Fisher i publicat pels Testimonis de Jehovà l'any 1917 amb una tirada de 850.000 exemplars. La difusió d'aquest llibre provocar l'arrest del president de la societat Joseph Rutherford, dels seus autors, i altres col·laboradors.

## Contingut
Aquest setè volum dona una interpretació detallada del llibre d'Apocalipsi, però també hi va incloure la interpretació d'Ezequiel i la cançó de Salomó. El llibre atacava a catòlics i protestant acusant-los de ser la religió falsa que esmenta el llibre d'Apocalipsi sota la figura de (Babilònia la gran) i anunciant la seva caiguda imminent. De la plana 247 a la 253, portava cites en contra de les guerres i a favor del pacifisme. El fet que els Estats Units entressin en guerra fou vist per alguns com un llibre sediciós i antipatriòtic.

## Polèmica interna
El llibre es presentà com una obra pòstuma del difunt president Russell, fet que provocà controvèrsia entre els propis membres d'aquesta religió provocant la deserció de més de 4000 devots al descobrir-se que era en gran part escrit i compilat per dos socis seus, Clayton J. Woodworth i George H. Fisher, i editat per Joseph Rutherford.

## Esdeveniments posteriors
Posteriorment a la publicació del llibre, van esdevenir una seria de fets que finalitzarem amb l'empresonament del seu màxim líder.
- El 6 d'abril de 1917 els Estats Units van entrar en el conflicte armat de la I Guerra Mundial.

- El mes de juliol de 1917 es publica The Finished Mystery. Degut al contingut d'aquest llibre, sediciós per alguns, es va prohibir la seva publicació i distribució per part de les autoritats estatunidenques.

- El 30 de desembre de 1917 la societat Watch Tower començar la distribució massiva de 10 milions d'exemplars d'un diari mensual anomenat The Bible Students Monthly amb el Títol La caiguda de Babilònia.

- El 12 de febrer de 1918 la societat Watch Tower fou proscrita al Canadà.

- El 14 de març de 1918 el Departament de Justícia dels Estats Units declarà la distribució del llibre The Finished Mystery com una violació de l'Acta contra Espionatge. Diversos membres del moviment foren empresonats o perseguits.

- El 7 de maig de 1918 el Tribunal de Districte, va emetre ordre d'arrest per Joseph Rutherford i diversos membres principals acusats d'ofensa, insubordinació, deslleialtat, i negació de servei a les Forces Armades, mitjançant incitació fent circular i distribuir cert llibre anomenat The Finished Mystery per tot els Estats Units en grans quantitats.[1]

- El 26 de març de 1919 les autoritats federals van alliberar els membres principals de la societat Watch Tower sota fiança de 10.000 dòlars.

- El 14 de maig de 1919 se'ls exonerà de culpa. També el govern eliminà la proscripció del llibre i autoritzà de nou la seva distribució.

El desenvolupament dels esdeveniments mundials, portar a la societat a reinterpretar gran part del llibre d'Apocalipsi, fet que els va obligar l'any 1930 a publicar una obra en dos toms titulada "Llum", abandonant definitivament el llibre "El misteri acabat".

## Opinió dels Testimonis de Jehovà
Els Testimonis de Jehovà defensen que van ser víctimes d'un complot internacional. Especialment acusant als dirigent catòlics i protestants a qui anomenaven "el clergat de la cristiandat" com instigadors i promotors d'aquest complot.

## Vegeu
- Prediccions dels Testimonis de Jehovà
- Joseph Rutherford
- Milions que ara viuen no moriran mai